# Palota RSC
Palota RSC est un club hongrois de volley-ball, fondé en 1994 et basé à Budapest qui évolue pour la saison 2019-2020 en NB I..

## Effectifs

### Saison 2019-2020
| No                                       | Nom                                      | Date de naissance                        | Taille                         | Poids                          | Poste                          |
| ---------------------------------------- | ---------------------------------------- | ---------------------------------------- | ------------------------------ | ------------------------------ | ------------------------------ |
| 1                                        | Éva Kriegel                              | 10 avril 1984                            | 179                            | 71                             | Attaquante                     |
| 2                                        | Kinga Dobozi                             | 22 janvier 2001                          | 169                            |                                | Passeuse                       |
| 3                                        | Petra Halla                              | 3 décembre 1997                          | 179                            | 61                             | Réceptionneuse-attaquante      |
| 4                                        | Gabriella Benedek                        | 29 octobre 1998                          | 175                            |                                | Réceptionneuse-attaquante      |
| 5                                        | Alíz Thuránszky                          | 16 juillet 1998                          | 180                            |                                | Réceptionneuse-attaquante      |
| 6                                        | Izabella Franciska Misinszki             | 1er août 2000                            | 180                            |                                | Centrale                       |
| 7                                        | Orsolya Mester                           | 2 février 1979                           | 182                            | 74                             | Réceptionneuse-attaquante      |
| 8                                        | Bernadett Tóth                           | 1er août 1998                            | 174                            |                                | Réceptionneuse-attaquante      |
| 9                                        | Viktória Kiss                            | 4 juillet 1993                           | 175                            |                                | Centrale                       |
| 10                                       | Lili Széles-Neizer                       | 21 décembre 1995                         | 170                            |                                | Passeuse                       |
| 12                                       | Dominika Király                          | 10 mars 1999                             | 178                            | 69                             | Centrale                       |
| 13                                       | Alexandra Keen                           | 30 octobre 1998                          | 166                            |                                | Libero                         |
| 14                                       | Nóra Bleicher                            | 14 juillet 1993                          | 183                            |                                | Réceptionneuse-attaquante      |
| 16                                       | Bernadett Csutorás                       | 4 décembre 1998                          | 182                            |                                | Réceptionneuse-attaquante      |
|                                          |                                          |                                          |                                |                                |                                |
| Encadrement technique                    | Encadrement technique                    |                                          | Légende                        | Légende                        | Légende                        |
| Entraîneur : Marietta Valasik            | Entraîneur : Marietta Valasik            | Entraîneur : Marietta Valasik            | : Capitaine                    | : Capitaine                    | : Capitaine                    |
| Entraîneur(s) adjoint(s) : István Erdődi | Entraîneur(s) adjoint(s) : István Erdődi | Entraîneur(s) adjoint(s) : István Erdődi | : Joueuse blessée actuellement | : Joueuse blessée actuellement | : Joueuse blessée actuellement |